# Better Oblivion Community Center
Better Oblivion Community Center ist ein US-amerikanisches Indie-Rock-Duo bestehend aus Conor Oberst und Phoebe Bridgers.

## Bandgeschichte
Conor Oberst und Phoebe Bridgers gründeten das Duo Mitte 2018. Für das Album und Liveaufnahmen besteht das Duo aus einer sechsköpfigen Band, die sich aus gleich vielen Männern wie Frauen zusammensetzt, wobei Bass und Schlagzeug (Carla Azar von Autolux) weiblich besetzt sind, Keyboards und Leadgitarre (Nick Zinner von den Yeah Yeah Yeahs) männlich.
Am 24. Januar 2019 erschien ihr selbstbetiteltes Debütalbum über das US-amerikanische Independent-Label Dead Oceans. Das Album ist ein Konzeptalbum, bei dem sich alle Songs spaßig um ein geheimnisvolles, satirisches Wellnesshotel drehen. Gleich zum Auftakt ihrer Release-Tournee trat die Band strategisch in mehreren Fernsehshows auf, darunter einen Tag vor Veröffentlichung des Albums bei The Late Show with Stephen Colbert. Bei CBS Morning traten sie mit Dylan Thomas, Didn’t Know What I Was in For und My City auf. Videos zu dieser Performance wurden auf YouTube veröffentlicht. Das Album erreichte Platz 76 der britischen Charts, sowie Platzierungen in den niederländischen (Platz 117) und belgischen Charts (Platz 20). In den Billboard-Charts kam das Album im Spezialchart US Independent Albums in die Top 50 (Platz 49) sowie bei den Charts Top Alternative Albums und US Top Tastemaker in die Top 20 (Platz 18 und Platz 20).
Am 29. Januar 2019 wurde ihre Tour durch die Vereinigten Staaten und Europa angekündigt und gleichzeitig erschien das surreale Musikvideo zu Dylan Thomas, das von Japanese Breakfast (Michelle Zauner) abgedreht wurde.
Das Album wurde von der Musikzeitschrift Visions in die Top 10 der zehn besten Alben des Jahres 2019 auf Platz 7 gewählt.

## Diskografie

### Alben
- 2019: Better Oblivion Community Center (Dead Oceans)

### Singles
- 2019: Symposium Message
- 2019: Dylan Thomas
- 2019: Little Trouble